# Джон Фредерик Кенсет
Джон Фредерик Кенсет (на английски: John Frederick Kensett) (р. 22 март 1816, Чешър, Кънектикът – 14 декември 1872, Ню Йорк) е американски художник и гравьор. Учи художествено изкуство в Чешърската академия, а гравюрата изучава заедно с баща си Томас Кенсет и по-късно с чичо си Алфред Дагет. Работи като гравьор в Ню Хейвън до ок. 1838 г., след което започва работа като гравьор на банкноти в Ню Йорк.

## Образование
През 1840 г., заедно с Ашър Дюранд и Джон Уилям Касилеър, Кенсет пътува из Европа, за да изучава художествено изкуство. Там той се запознава и пътува с Бенджамин Чампни. Двамата скицират и рисуват на различни места в Европа, усъвършенствайки таланта си. През този период Кенсет развива афинитет към холандските пейзажисти от 17 век. Кенсет и Чампни се завръщат в САЩ през 1847 г.

## Създаване на студио
След като създава свое студио и се установява в Ню Йорк, Кенсет пътува редовно из североизтока и из Скалистите планини. Освен това предприема още няколко пътувания до Европа.
Кенсет е най-известен с пейзажите си на северната част на щата Ню Йорк и Нова Англия, както и с морските пейзажи на Ню Джърси, Лонг Айлънд и Нова Англия. Най-тясно свързан е с второто поколение на движението Хъдсън ривър. За творбите му (както и за тези на Санфорд Робинсън Гофорд, Фиц Хенри Лейн, Джаспър Франсис Кропси и Мартин Джонсън Хийд и други, творби на луминисти, както стават известни) са характерни липсата на самостоятелност на съзнанието и почти незабележимите удари с четката, използвани за предаване на различни ефекти на атмосферната светлина. Това може да се смята за духовния, ако не и стилистичния братовчед на импресионизма.
През 1851 г. Кенсет рисува огромни картини на връх Вашингтон, която става емблематична при изобразяването на Уайт Маунтинс. „Връх Вашингтон от долината на Конуей“ е закупена от Американския съюз за изкуства, превърната е в гравюра и е изпратена на всички 13 000 членове на съюза из цялата страна. Други творци правят копия на сцената от гравюрата. Къриър енд Айвс публикуват подобната гравюра около 1860 г. Тази картина на Кенсет спомага изключително много за популяризирането на региона на Уайт Маунтинс в Ню Хемпшир.
Стилът на Кенсет се развива постепенно – от традиционен Хъдсън ривър през 50-те години в по-изпипан луминистки стил в по-късните години. В началото на 70-те Кенсет прекарва голяма част от времето си в дома си на остров Контентмънт. В този период той рисува едни от най-добрите си картини. Много от тях представляват луминистки морски пейзажи, като най-добрият пример е Пролива Ийтън, Лонг Айлънд (1872), която се намира в Метрополитън.
Кенсет е широко признат и финансово успешен художник на своето време. В замяна на това той е щедър в подкрепата си към други творци. Той е пълноправен член на Националната академия за дизайн, основател и председател на Обществото на творците и основател и попечител на музея Метрополитън.

## Смърт
Кенсет заболява от пневмония (вероятно, докато се опитва да спаси Мари Линда Колър, съпруга на неговия приятел Винсент Колиър) и умира от сърдечна недостатъчност в студиото си в Ню Йорк на 14 декември 1872 г.

## Галерия
- Лов на пъстърва (1852), маслени бои върху платно; музей „Тисен-Борнемиса“, Мадрид, Испания.
- Горна Мисисипи (1855), маслени бои върху платно; Музей на изкуствата „Сейнт Луис“.
- Старият бор, Дариен, Кънектикът (ок. 1872); Музей на изкуствата „Метрополитън“.
- Поглед към плажа на Бевърли, Масачузетс (1860), маслени бои върху платно; Музей на изкуствата „Санта Барбара“, Калифорния.
- Езерото „Джордж“ (1860 – 1869); музей „Тисен-Борнемиса“, Мадрид, Испания.
- Връх Вашингтон от долината на Конуей (1869); музеят на Уесли колидж.
- Езерото „Джордж“; Бруклински музей, Ню Йорк.
- Изглед към река Хъдсън